# Rzemlik lipowiec
Rzemlik lipowiec (Saperda octopunctata) – gatunek chrząszcza z rodziny kózkowatych.